# Coronazione di San Nicola da Tolentino (Raffaello)
La Coronazione di San Nicola da Tolentino è un dipinto perduto di Raffaello Sanzio, realizzato tra il 1500 e il 1501 come pala d'altare per la chiesa di Sant'Agostino a Città di Castello.

## Storia
L'opera fu una delle prime commissioni indipendenti del giovane Raffaello, allora appena diciassettenne, e destinata alla cappella dei conti Bufalini. Il dipinto fu realizzato per la confraternita dedicata a San Nicola da Tolentino, molto venerato nella zona.
Nel 1789, un terremoto colpì la città danneggiando l'opera, che fu in seguito smembrata. Alcuni frammenti sono oggi conservati in diverse istituzioni museali.

## Descrizione
L'opera raffigurava il santo in gloria, incoronato da Cristo e dalla Vergine Maria, con attorno angeli, santi e forse i committenti. La composizione era impostata su uno schema piramidale, tipico della scuola umbra, ma già con accenti stilistici personali.

## Frammenti superstiti
Alcune parti dell’opera si conservano:
- Un angelo musicante (Head of an Angel), al Detroit Institute of Arts;
- Un frammento con un santo, al Museo di Capodimonte, Napoli;
- Disegni preparatori, al Musée du Louvre e al British Museum.

## Significato
Quest'opera testimonia la precoce maturità stilistica di Raffaello, ancora influenzato da Pietro Perugino, ma già orientato verso un proprio linguaggio classico e armonioso.